# Émilien-Benoît Bergès
Émilien-Benoît Bergès (Saint-Gaudens, 13 januari 1983) is een Frans voormalig wielrenner.

## Overwinningen
2006
- Grand Prix de Villers-Cotterêts

## Resultaten in voornaamste wedstrijden
| Jaar | Parijs-Roubaix |
| ---- | -------------- |
| 2005 | 51e            |
| 2008 | 110e           |
| 2009 | 81e            |